# Attagenus posticalis
Attagenus posticalis es una especie de coleóptero de la familia Dermestidae.

## Distribución geográfica
Se distribuyen por la mitad norte de África, la península ibérica (España) y el Levante mediterráneo y la península arábiga.